# Lecithophyllum trachinoti
Lecithophyllum trachinoti är en plattmaskart. Lecithophyllum trachinoti ingår i släktet Lecithophyllum och familjen Hemiuridae. Inga underarter finns listade i Catalogue of Life.